# نستور خرگیانی
نستور خرگیانی (گرجی: ნესტორ ხერგიანი؛ زادهٔ ۲۰ ژوئیهٔ ۱۹۷۵) جودوکار سابق اهل گرجستان است.
وی در مسابقات بین‌المللی در مجموع برنده ۷ مدال طلا، ۳ مدال نقره، ۱۰ مدال برنز شده‌است.